# If Love Was a Crime
„If Love Was a Crime“ (буквално: Ако Любовта беше престъпление) е песен на българската певица Поли Генова, с която представя България на „Евровизия 2016“ в Стокхолм. Песента става една от десетте избрани песни в своя полуфинал, а на финала завършва на 4-то място. Интересно за песента е, че е пяна и на български език и на английски.

## Издаване
Песента е изпълнена за първи път на живо на премиерата на новия сезон на „Под прикритие“ на 20 март 2016 г. На следващия ден Българската национална телевизия осъществява официалната ѝ премиера.

## Клип
Клипът е качен в музикалния портал YouTube в официалния канал на Евровизия на 21 март 2016 година.

## Песента в класациите
Песента влиза в класациите на iTunes в 26 страни, включително на 1-во място в България и 2-ро в Малта, а в платформата Spotify е стриймвана над 4 милион пъти. От пускането си онлайн официалният клип е гледан над 10 милиона пъти. 
| Класация (2016)                          | Връх |
| ---------------------------------------- | ---- |
| Австрия                                  | 73   |
| Белгия (Ultratip Flanders)               | 43   |
| България (Българска национална класация) | 1    |
| Франция (SNEP)                           | 129  |
| Шотландия                                | 73   |
| Швеция (Sverigetopplistan)               | 47   |
| Обединено кралство                       | 200  |